# Борислава
Борислава је женски облик имена Борислав и користи се у Русији, Бугарској и Србији.

## Имендан
Имендан се слави у Бугарској истог дана када и за Борислава, 2. маја..

## Популарност
У Словенији је ово име 2007. било на 690. месту по популарности.